# Genova Challenger
Genova Challenger, właśc. AON Open Challenger – męski turniej tenisowy rangi ATP Challenger Tour. Rozgrywany na kortach ceglanych we włoskiej Genui od 2003 roku.

## Mecze finałowe

### Gra pojedyncza
| Rok  | Mistrz               | Finalista                   | Wynik            |
| 2022 | Thiago Monteiro      | Andrea Pellegrino           | 6:1, 7:6(2)      |
| 2021 | Nie rozgrywany       | Nie rozgrywany              | Nie rozgrywany   |
| 2020 | Nie rozgrywany       | Nie rozgrywany              | Nie rozgrywany   |
| 2019 | Lorenzo Sonego       | Alejandro Davidovich Fokina | 6:2, 4:6, 7:6(6) |
| 2018 | Lorenzo Sonego       | Dustin Brown                | 6:2, 6:1         |
| 2017 | Stefanos Tsitsipas   | Guillermo García-López      | 7:5, 7:6(2)      |
| 2016 | Jerzy Janowicz       | Nicolás Almagro             | 7:6(5), 6:4      |
| 2015 | Nicolás Almagro      | Marco Cecchinato            | 6:7(1), 6:1, 6:4 |
| 2014 | Albert Ramos-Viñolas | Mate Delić                  | 6:1, 7:5         |
| 2013 | Dustin Brown         | Filippo Volandri            | 7:6(5), 6:3      |
| 2012 | Albert Montañés      | Tommy Robredo               | 6:4, 6:1         |
| 2011 | Martin Kližan        | Leonardo Mayer              | 6:3, 6:1         |
| 2010 | Fabio Fognini        | Potito Starace              | 6:4, 6:1         |
| 2009 | Alberto Martín       | Carlos Berlocq              | 6:3, 6:3         |
| 2008 | Fabio Fognini        | Gianluca Naso               | 6:4, 6:3         |
| 2007 | Flavio Cipolla       | Gianluca Naso               | 6:2, 6:7(4), 7:5 |
| 2006 | Gorka Fraile         | Potito Starace              | 6:4, 3:6, 6:4    |
| 2005 | Potito Starace       | Flavio Cipolla              | 6:3, 7:6(3)      |
| 2004 | Juan Antonio Marín   | Edgardo Massa               | 7:5, 6:4         |
| 2003 | Óscar Hernández      | Vincenzo Santopadre         | 6:2, 6:2         |

### Gra podwójna
| Rok  | Mistrzowie                              | Finaliści                             | Wynik             |
| 2022 | Dustin Brown Andrea Vavassori           | Roman Jebavý Adam Pavlásek            | 6:2, 6:2          |
| 2021 | Nie rozgrywany                          | Nie rozgrywany                        | Nie rozgrywany    |
| 2020 | Nie rozgrywany                          | Nie rozgrywany                        | Nie rozgrywany    |
| 2019 | Ariel Behar Gonzalo Escobar             | Guido Andreozzi Andrés Molteni        | 3:6, 6:4, 10–3    |
| 2018 | Kevin Krawietz Andreas Mies             | Martin Kližan Filip Polášek           | 6:2, 3:6, 10–2    |
| 2017 | Tim Pütz Jan-Lennard Struff             | Guido Andreozzi Ariel Behar           | 7:6(5), 7:6(8)    |
| 2016 | Julio Peralta Horacio Zeballos          | Alaksandr Bury Andrej Wasileuski      | 6:4, 6:3          |
| 2015 | Guillermo Durán Horacio Zeballos        | Andrea Arnaboldi Alessandro Giannessi | 7:5, 6:4          |
| 2014 | Daniele Bracciali Potito Starace        | Frank Moser Alexander Satschko        | 6:3, 6:4          |
| 2013 | Daniele Bracciali Oliver Marach         | Marin Draganja Mate Pavić             | 6:3, 2:6, 11–9    |
| 2012 | Andre Begemann Martin Emmrich           | Dominik Meffert Philipp Oswald        | 6:3, 6:1          |
| 2011 | Dustin Brown Horacio Zeballos           | Jordan Kerr Travis Parrott            | 6:2, 7:5          |
| 2010 | Andre Begemann Martin Emmrich           | Jordan Kerr Travis Parrott            | 1:6, 7:6(3), 10–7 |
| 2009 | Daniele Bracciali Alessandro Motti      | Amir Hadad Harel Lewi                 | 6:4, 6:2          |
| 2008 | Gianluca Naso Walter Trusendi           | Stefano Galvani Domenico Vicini       | 6:2, 7:6(2)       |
| 2007 | Daniele Giorgini Simone Vagnozzi        | Simone Bolelli Flavio Cipolla         | 6:3, 6:1          |
| 2006 | Adriano Biasella Marcelo Charpentier    | Jamie Delgado Jamie Murray            | 6:4, 4:6, 13–11   |
| 2005 | Leonardo Azzaro Sergio Roitman          | Marco Pedrini Andrea Stoppini         | 6:1, 6:4          |
| 2004 | Emilio Benfele Álvarez Álex López Morón | Massimo Bertolini Tom Vanhoudt        | 6:3, 6:4          |
| 2003 | Daniele Bracciali Vincenzo Santopadre   | Daniele Giorgini Potito Starace       | 6:3, 6:2          |